# Ouled Ben Abdelkader
Ouled Ben Abdelkader (în arabă أولاد بن عبد القادر) este o comună din provincia Chlef, Algeria.
Populația comunei este de 19.952 de locuitori (2008).